# Vuelta a la Comunidad de Madrid 2010
Die 24. Vuelta a la Comunidad de Madrid war ein Straßenradrennen, das vom 17. bis 18. Juli 2010 stattfand. Das Etappenrennen wurde über drei Etappen und eine Distanz von 224,9 Kilometern ausgetragen. Das Rennen war Teil der UCI Europe Tour 2010 und dort in die Kategorie 2.1 eingestuft.
Sieger wurde der Spanier Sergio Pardilla vor dem Italiener Fortunato Baliani und dem Spanier Iván Melero.

## Etappen
| Etappe    | Tag      | Start – Ziel                       | km   | Etappensieger          | Führender       |
| --------- | -------- | ---------------------------------- | ---- | ---------------------- | --------------- |
| 1. Etappe | 17. Juli | Casa de Campo – Madrid (EZF)       | 8,1  | Gustav Larsson         | Gustav Larsson  |
| 2. Etappe | 17. Juli | Coslada – Coslada                  | 84,4 | Francisco José Ventoso | Gustav Larsson  |
| 3. Etappe | 18. Juli | Alcobendas – Puerto de la Morcuera | 132  | Sergio Pardilla        | Sergio Pardilla |